# HMAS Yarra (U77)
«Ярра» (англ. HMAS Yarra (U77)) — військовий корабель, шлюп типу «Грімсбі» Королівського військово-морського флоту Австралії за часів Другої світової війни.

## Історія створення
Шлюп «Ярра» був закладений 24 травня 1934 року на верфі «Cockatoo Island Dockyard» у Сіднеї. Спущений на воду 28 березня 1935 року, вступив у стрій 19 грудня того ж року.

## Історія служби
З початком Другої світової війни «Ярра» разом зі шлюпом «Парраматта» та двома тральщиками був включений до складу 20-ї флотилії тральщиків, яка діяла біля східного узбережжя Австралії для знищення можливих ворожих мінних загороджень. У 1940 році корабель був переданий до складу ВМС Великої Британії та переведений на Східно-Індійську Станцію. 
Після вступу у війну Італії супроводжував конвої в Червоному морі. 
У серпні 1941 року корабель брав участь в операції «Контенанс», після чого був переведений у Середземне море. Брав участь у супроводі двох конвоїв у Тобрук. 
Після вступу у війну Японії «Ярра» був переведений в Голландську Ост-Індію. Там він ніс ескортну службу, прикриваючи евакуацію з регіону. 4 березня 1942 року під час супроводу конвою потоплений японськими крейсерами «Атаго», «Такао» і «Мая»